# Skleníkový efekt

Krátkovlnné záření ze slunce dopadající na zemský povrch a atmosféru. Dlouhovlnná délka záření je emitována z povrchu a téměř zcela absorbována do atmosféry. V tepelné rovnováze je absorbovaná energie z atmosféry stejná jako ta vydávaná do vesmíru. Čísla ukazují výkon záření ve wattech na metr čtvereční v období let 2000–2005.

Skleníkový efekt, také zvaný skleníkový jev, nastává, když skleníkové plyny v atmosféře planety způsobují, že se část tepla vyzařovaného z povrchu planety hromadí na jejím povrchu. K tomuto procesu dochází proto, že hvězdy vyzařují krátkovlnné záření, které prochází skleníkovými plyny, ale planety vyzařují dlouhovlnné záření, které je skleníkovými plyny částečně pohlcováno. Tento rozdíl snižuje rychlost, s jakou se planeta může ochlazovat v reakci na ohřívání hostitelskou hvězdou. Přidáním skleníkových plynů se dále snižuje rychlost, s jakou planeta vyzařuje záření do vesmíru, což zvyšuje její průměrnou povrchovou teplotu. Nejedná se však o celý energetický účet Země.
Průměrná teplota povrchu Země by bez skleníkového efektu byla asi -18 °C ve srovnání s průměrem teplot ve 20. století, který byl přibližně 14 °C, nebo novějším průměrem asi 15 °C. Kromě přirozeně přítomných skleníkových plynů se v důsledku spalování fosilních paliv zvýšilo množství oxidu uhličitého a methanu v atmosféře, v důsledku čehož došlo od průmyslové revoluce ke globálnímu oteplení o přibližně 1,2 °C[, přičemž od roku 1981 se průměrná globální povrchová teplota zvyšuje rychlostí 0,18 °C za desetiletí.
Vlnové délky záření vyzařovaného Sluncem a Zemí se liší, protože jejich povrchové teploty jsou rozdílné. Slunce má povrchovou teplotu 5 500 °C, takže většinu své energie vyzařuje jako krátkovlnné záření v blízké infračervené a viditelné vlnové délce (jako sluneční světlo). Naproti tomu povrch Země má mnohem nižší teplotu, takže vyzařuje dlouhovlnné záření ve středních a vzdálených infračervených vlnových délkách (někdy se nazývá tepelné záření nebo vyzařované teplo). Plyn je skleníkový plyn, pokud pohlcuje dlouhovlnné záření. Zemská atmosféra pohlcuje pouze 23 % dopadajícího krátkovlnného záření, ale pohlcuje 90 % dlouhovlnného záření vyzařovaného povrchem, čímž akumuluje energii a ohřívá zemský povrch.
Přirozený skleníkový efekt Země je rozhodující pro zachování života. Lidská činnost, především spalování fosilních paliv a kácení lesů, zesilují skleníkový efekt a způsobují globální oteplování.

## Terminologie
Pojem skleníkový efekt vychází z analogie se skleníky. Skleníky i skleníkový efekt fungují tak, že zadržují teplo ze slunečního záření, ale způsob zadržování tepla se liší. Skleníky zadržují teplo hlavně tím, že blokují konvekci (pohyb vzduchu). Naproti tomu skleníkový efekt zadržuje teplo tím, že omezuje přenos záření vzduchem a snižuje rychlost, s jakou teplo uniká do prostoru.

## Historie
Existenci skleníkového efektu, ačkoli nebyl takto pojmenován, navrhl již v roce 1824 Joseph Fourier.Argumenty a důkazy dále posílil Claude Pouillet v letech 1827 a 1838. V roce 1856 Eunice Newton Footeová prokázala, že oteplující účinek slunečního záření je větší u vzduchu s vodní párou než u suchého vzduchu a že tento účinek je ještě větší u oxidu uhličitého. Došla k závěru, že „atmosféra tohoto plynu by naší Zemi poskytla vysokou teplotu...“
John Tyndall jako první měřil absorpci a emisi infračerveného záření různých plynů a par. Od roku 1859 prokázal, že skleníkový efekt je způsoben velmi malou částí atmosféry, přičemž hlavní plyny nemají žádný vliv, a je z velké části způsoben vodní párou, ačkoli významný vliv má malé procento uhlovodíků a oxidu uhličitého. Podrobněji tento jev kvantifikoval Svante Arrhenius v roce 1896, který poprvé kvantitativně předpověděl globální oteplování v důsledku hypotetického zdvojnásobení atmosférického oxidu uhličitého. Termín „skleníkový“ pro tento jev poprvé použil Nils Gustaf Ekholm v roce 1901.

## Měření
Hmota vyzařuje tepelné záření v množství, které je přímo úměrné čtvrté mocnině její teploty. Část záření vyzařovaného zemským povrchem je pohlcována skleníkovými plyny a mraky. Bez této absorpce by měl zemský povrch průměrnou teplotu -18 °C. Protože je však část záření pohlcena, průměrná teplota zemského povrchu se pohybuje kolem 15 °C. Skleníkový efekt Země lze tedy měřit jako změnu teploty o 33 °C.
Tepelné záření je charakterizováno množstvím energie, kterou přenáší, obvykle ve wattech na metr čtvereční (W/m2). Vědci měří skleníkový efekt také na základě toho, o kolik více dlouhovlnného tepelného záření opouští zemský povrch, než kolik se ho dostane do vesmíru:s.934 a 968 V současné době opouští povrch Země dlouhovlnné záření v průměru 398 W/m2, ale do vesmíru se dostane pouze 239 W/m2. Skleníkový efekt Země lze tedy měřit také jako změnu toku energie o 159 W/m2.:s.934 a 968 Skleníkový efekt lze vyjádřit jako podíl (0,40) nebo procento (40 %) dlouhovlnného tepelného záření, které opouští zemský povrch, ale nedosáhne vesmíru.:s.968
Ať už je skleníkový efekt vyjádřen jako změna teploty nebo jako změna dlouhovlnného tepelného záření, měří se stejný efekt.

## Mechanismus
Země přijímá energii ze Slunce v podobě ultrafialového, viditelného a blízkého infračerveného záření. Asi 26 % přicházející sluneční energie se atmosférou a mraky odráží zpátky do vesmíru a 19 % energie atmosféra a mraky absorbují. Většina zbývající energie je absorbována na povrchu Země. Vzhledem k tomu, že povrch Země je chladnější než Slunce, vyzařuje na vlnových délkách, které jsou mnohem delší než vlnové délky, které byly absorbovány. Většina tohoto tepelného záření (od Země) je absorbována atmosférou a ohřívá ji. Atmosféra také získává teplo na ohřátí vzduchu a latentní teplo proudící z povrchu. Atmosféra vyzařuje energii jak nahoru, tak dolů; část vyzařovaná dolů je absorbována povrchem Země. To vede k vyšší rovnovážné teplotě, než kdyby atmosféru neměla.

Spektrum slunečního záření pro přímé světlo na horní hranici zemské atmosféry i na hladině moře

Ideální tepelně vodivé černé těleso ve stejné vzdálenosti od Slunce jako Země by mělo teplotu kolem 5,3 °C. Vzhledem k tomu, že Země odráží přibližně 30 % přicházejícího slunečního světla, tak by tato efektivní teplota ideální planety (teplota černého těla, která by vyzařovala stejné množství záření) byla asi −18 °C. Povrchová teplota této hypotetické planety je o 33 °C nižší než aktuální teplota povrchu Země, která je přibližně 14 °C.
Základní mechanismus může být kvalifikován mnoha způsoby, z nichž žádný neovlivňuje základní proces. Atmosféra v blízkosti povrchu je převážně neprůhledná pro tepelné záření (s důležitými výjimkami pro „průhledné“ pásy) a většina tepelných ztrát z povrchu je vlastním teplem a skupenským přenosem tepla. Radiační energetické ztráty jsou v atmosféře stále důležitější, především kvůli klesající koncentraci vodní páry, která je důležitým skleníkovým plynem. Je mnohem realističtější myslet na to, že skleníkový efekt se vztahuje na „povrch“ ve střední části troposféry, která je účinně spojena s povrchem teplotním gradientem. Jednoduchý obraz také předpokládá ustálený stav, ale v reálném světě existují odchylky v důsledku denního cyklu, stejně jako sezónního cyklu a povětrnostních poruch. Solární ohřev se uplatňuje pouze během dne. Během noci se atmosféra trochu ochlazuje, ale ne velice, protože její emisivita je nízká. Denní kolísání teploty se snižuje s výškou v atmosféře.
V oblasti, kde jsou důležité radiační účinky, se popis, který je daný idealizovaným skleníkovým modelem, stává realistickým. Zemský povrch, ohřátý na teplotu okolo 255 K (−18 °C), vyzařuje dlouhovlnné, infračervené teplo v rozmezí 4–100 μm. Při těchto vlnových délkách jsou skleníkové plyny, které byly převážně průhledné pro příchozí sluneční záření, více absorpční. Každá vrstva atmosféry se skleníkovými plyny pohlcuje část tepla vyzařované nahoru ze spodních vrstev. Probíhá opakování ve všech směrech, jak nahoru, tak dolů; v rovnováze (podle definice) je to stejné množství, jaké se absorbovalo. To má za následek větší teplotu dole. Zvýšení koncentrace plynů zvyšuje množství absorpce a opětovné záření, čímž dále ohřívá vrstvy a nakonec i povrch pod nimi.
Skleníkové plyny – včetně většiny dvoumolekulových atomů plynů se dvěma různými atomy (jako je oxid uhelnatý, CO) a všechny plyny se třemi nebo více atomy – jsou schopny absorbovat a vyzařovat infračervené záření. Ačkoli více než 99 % suché atmosféry je pro infračervené záření průhledné (protože hlavní složky – N2, O2 a argon – nejsou schopny přímo absorbovat nebo vyzařovat infračervené záření, pokud nejsou ve formě srážkových dimérů), mezimolekulové srážky způsobují, že energie pohlcovaná a vyzařovaná skleníkovými plyny je sdílena s ostatními plyny, které nejsou aktivní v infračervené oblasti.

## Skleníkové plyny
Podle jejich procentního podílu na skleníkovém efektu na Zemi jsou čtyři hlavní plyny:
- vodní pára, 36–70 %
- oxid uhličitý, 9–26 %
- methan, 4–9 %
- ozón, 3–7 %

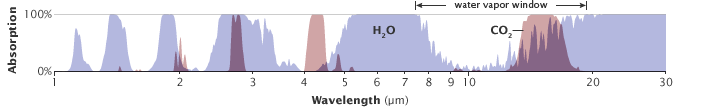
Atmosférické plyny absorbují pouze některé vlnové délky energie, ale jsou průhledné ostatním. Absorpční vzory vodní páry (modré vrcholy) a oxidu uhličitého (růžové špičky) se překrývají na některých vlnových délkách. Oxid uhličitý není jako skleníkový plyn tak silný jako vodní pára, ale absorbuje energii na delších vlnových délkách (12–15 mikrometrů), které vodní pára nevede, částečně uzavře "okno", kterým by teplo vyzařované povrchem normálně uniklo do prostoru. (Ilustrace NASA, Robert Rohde)

Každému plynu nelze přiřadit přesné procento, protože absorpční a emisní pásy plynů se překrývají (proto jsou výše uvedeny rozsahy). Mraky také absorbují a vyzařují infračervené záření a tím ovlivňují radiační vlastnosti atmosféry.
S růstem koncentrace skleníkových plynů se míra absorpce saturuje a při větších koncentracích se tak skleníkový jev nezhoršuje.

## Role ve změně klimatu

Keelingova křivka křivka koncentrací CO_{2} v atmosféře naměřená na observatoři Mauna Loa

Zesílení skleníkového efektu prostřednictvím lidské činnosti je známo jako zvýšený (nebo antropogenní) skleníkový efekt. Tento nárůst radiačního působení z lidské činnosti je důsledkem zejména zvýšení úrovně oxidu uhličitého v atmosféře. Podle nejnovější hodnotící zprávy Mezivládního panelu pro změnu klimatu "atmosférické koncentrace oxidu uhličitého, metanu a oxidu dusného jsou za posledních 800 000 letech bezprecedentní. Jejich účinky společně s jinými antropogenními silami byly zjištěny v celém klimatickém systému a je velmi pravděpodobné, že byly dominantní příčinou pozorovaného oteplování od poloviny 20. století."
CO2 vzniká spalováním fosilních paliv a dalšími činnostmi, jako je výroba cementu a odlesňování tropů. Měření CO2 na observatoři Mauna Loa na Havaji ukazuje, že koncentrace se od roku 1960 zvýšily z přibližně hodnoty 313 ppm  na přibližně 389 ppm v roce 2010. Dne 9. května 2013 dosáhly koncentrace milníku 400 ppm. Současné zjištěné množství CO2 překračuje maximální hodnoty geologických záznamů (~ 300 ppm) z údajů ledových vrtných jader (ledové vývrty). Účinek oxidu uhličitého vzniklého spalováním na globální klima, zvláštní případ skleníkového efektu, poprvé popsaný v roce 1896 Svantem Arrheniusem, se také nazývá Callendarův účinek.
Údaje z ledových vrtných jader z uplynulých 800 000 let ukazují, že koncentrace oxidu uhličitého se pohybovala od hodnot od 180 ppm do před industriální úrovně 270 ppm. Někteří paleoklimatologové považují změny v koncentraci oxidu uhličitého za zásadní faktor ovlivňující změny klimatu v tomto časovém měřítku. IPCC zastává názor, že primárním spouštěcím mechanismem dob ledových a meziledových jsou Milankovičovy cykly.

## Vědecké potvrzení role skleníkových plynů
V rámci vědeckých modelů fungování klimatu byly definovány následující následky zvyšování koncentrací skleníkových plynů, především CO2:
- ztenčování vrchních vrstev atmosféry,
- pokles teploty horních vrstev atmosféry,
- rychlejší vzestup nočních teplot proti denním,
- rychlejší vzestup zimních teplot proti letním,
- nižší vyzařování tepla do vesmíru,
- snižování obsahu kyslíku v ovzduší,
- zvyšování koncentrace CO2 v ovzduší,
- vyšší koncentrace CO2 ze spalovacích procesů ve stromech,
- větší množství infračerveného záření, které se navrací na zemi,
- zvyšování teploty oceánů,
- větší koncentrace CO2 ze spalovacích procesů v oceánech a korálech.

Všechny vyjmenované jevy byla potvrzeny měřením těchto jevů při použití mnoha různých vědeckých metod.

## Skutečný skleník

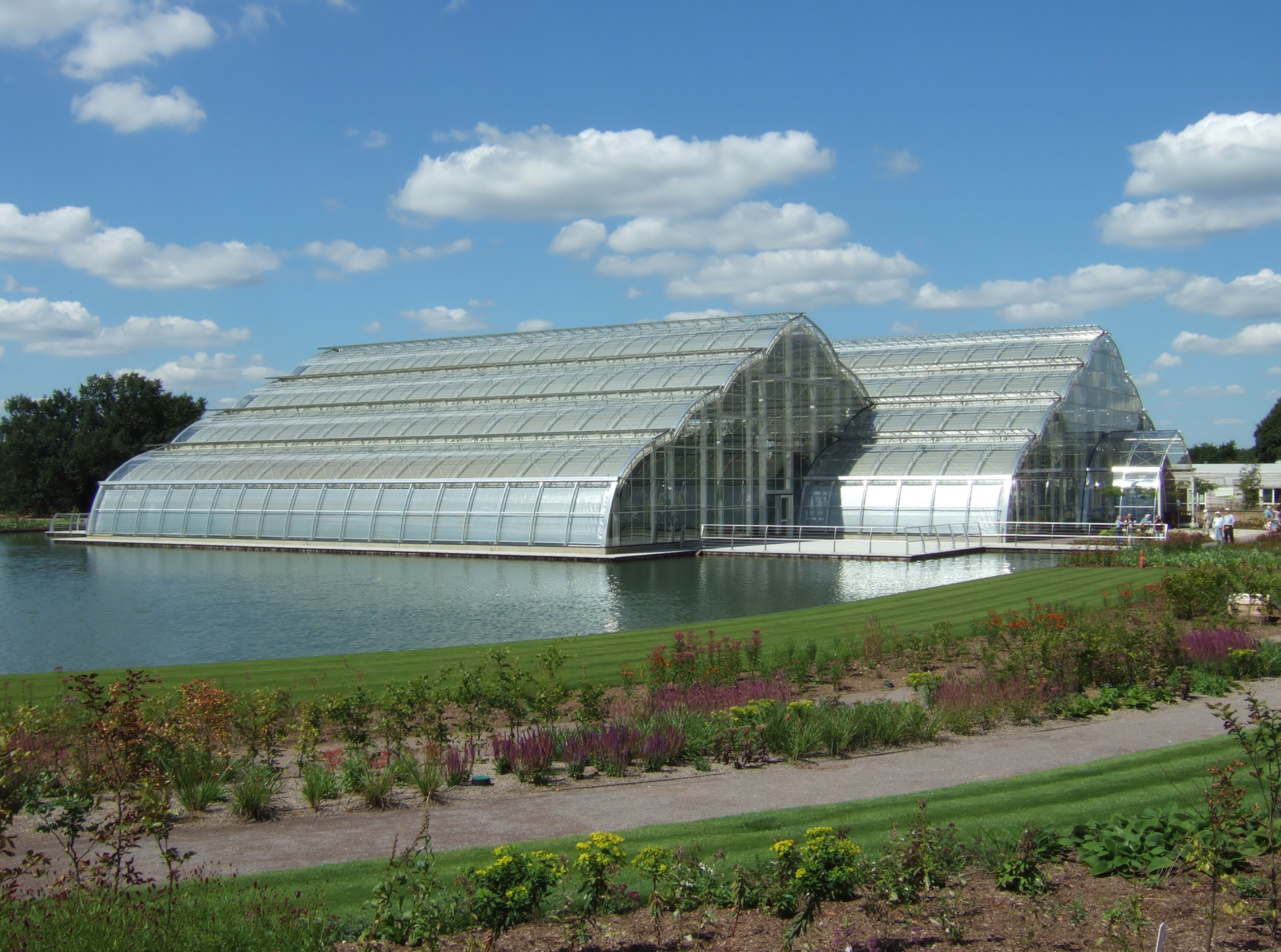
Moderní skleník v anglické vesnici Wisley

"Skleníkový efekt" atmosféry je pojmenován analogicky k skleníkům, které se za slunečního záření stávají teplejšími. Skleník však primárně neohřívá "skleníkový efekt".
"Skleníkový efekt" je ve skutečnosti nesprávným názvem, jelikož vytápění v běžném skleníku je způsobeno snížením konvekce zatímco "skleníkový efekt" funguje tak, že brání absorbovanému teplu opouštět strukturu radiačním přenosem.
Skleník je vybudován z jakéhokoliv materiálu, kterým prochází sluneční světlo, obvykle ze skla nebo plastu. Slunce ohřívá zem a obsah uvnitř stejně jako venku, které pak ohřívá vzduch. Venku se teplý vzduch v blízkosti povrchu zvedá a mísí se s chladnějším vzduchem, udržuje teplotu nižší než uvnitř, kde se vzduch nadále zahřívá, protože je omezen na skleník. To lze dokázat otevřením malého okna v blízkosti střechy skleníku: teplota začne výrazně klesat. Experimentálně bylo demonstrováno (Robertem Woodem v roce 1909), že (nevyhřívaný) "skleník" pokrytý horninovou solí, halitem, (který je průhledný vůči infračervenému záření) se ohřívá podobně jako jiný, zakrytý sklem. Takto skleníky fungují především tím, že zabraňují konvektivnímu ochlazování.
Vyhřívané skleníky jsou další záležitostí, které mají vnitřní zdroj tepla, které chce uniknout ven, čemuž se musí zabránit. Dává tedy smysl se pokusit zabránit radiačnímu ochlazení pomocí vhodného zasklení.

## Související efekty

### Protiskleníkový efekt
Protiskleníkový efekt je mechanismus podobný a symetrický vůči skleníkovému efektu: skleníkový efekt se týká atmosféry, která propouští záření, aniž by dovoloval tepelné vyzařování, které ohřívá povrch těla; anti-skleníkový efekt je kolem atmosféry, která neumožňuje záření a zároveň umožňuje tepelné vyzařování, čímž se snižuje rovnovážná povrchová teplota. Takový účinek se uvádí o Saturnově měsíci Titanu.

### Skrytý skleníkový efekt
Skrytý skleníkový efekt nastane, pokud kladná zpětná vazba vede k vypařování všech skleníkových plynů do atmosféry. O skrytém skleníkovém efektu, který zahrnuje oxid uhličitý a vodní páru, se již dlouho předpokládá, že nastal na Venuši.

## Tělesa jiná než Země
Skleníkový efekt na Venuši je zvláště velký, protože jeho hustá atmosféra se skládá především z oxidu uhličitého. Venuše byla od počátku horká na to, aby tam byla voda. „Venuše v minulosti zažila skleníkový efekt a očekáváme, že na Zemi bude efekt trvat asi 2 miliardy let, jak se zvyšuje sluneční záření.“
V páté hodnotící zprávě IPCC se uvádí, že „se zdá, že je velmi pravděpodobné, že lidskou činností nelze vyvolat 'nekontrolovatelný skleníkový jev' (Runaway greenhouse effect) – analogický s Venuší,“ změnu klimatu na Venuši totiž měla odstartovat masivní sopečná
činnost.
Titan má protiskleníkový efekt, protože jeho atmosféra pohlcuje sluneční záření, ale je poměrně průhledná pro odchozí infračervené záření.
Trpasličí planeta Pluto je také chladnější, než by se dalo očekávat, protože ho ochlazuje odpařování dusíku.